# Himalopsyche gregoryi
Himalopsyche gregoryi är en nattsländeart som först beskrevs av Georg Ulmer 1932.  Himalopsyche gregoryi ingår i släktet Himalopsyche och familjen rovnattsländor. Inga underarter finns listade i Catalogue of Life.